# Nyctemera coleta
Nyctemera coleta là một loài bướm đêm thuộc phân họ Arctiinae, họ Erebidae.

## Hình ảnh

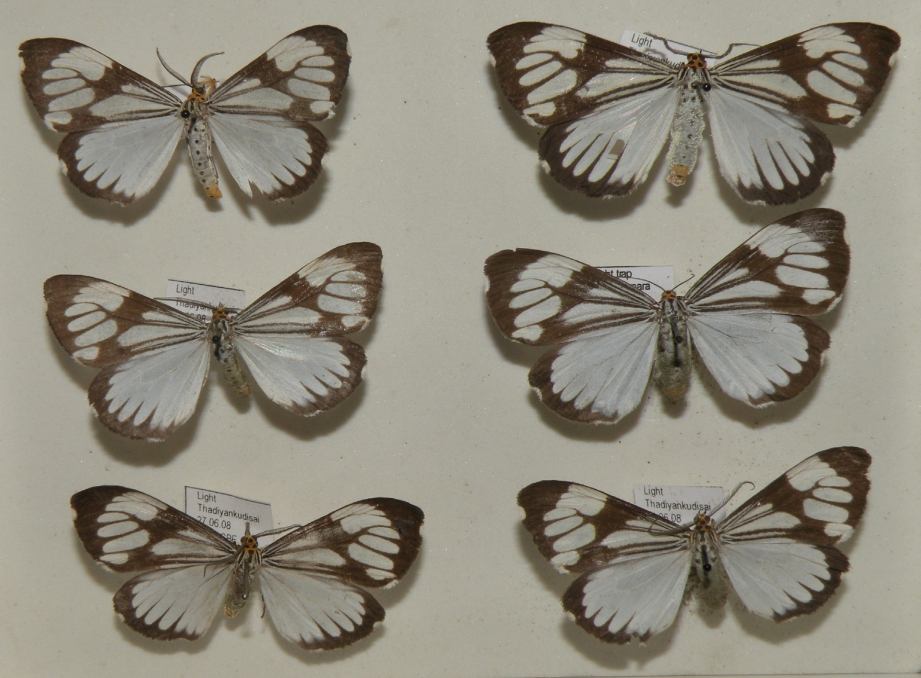
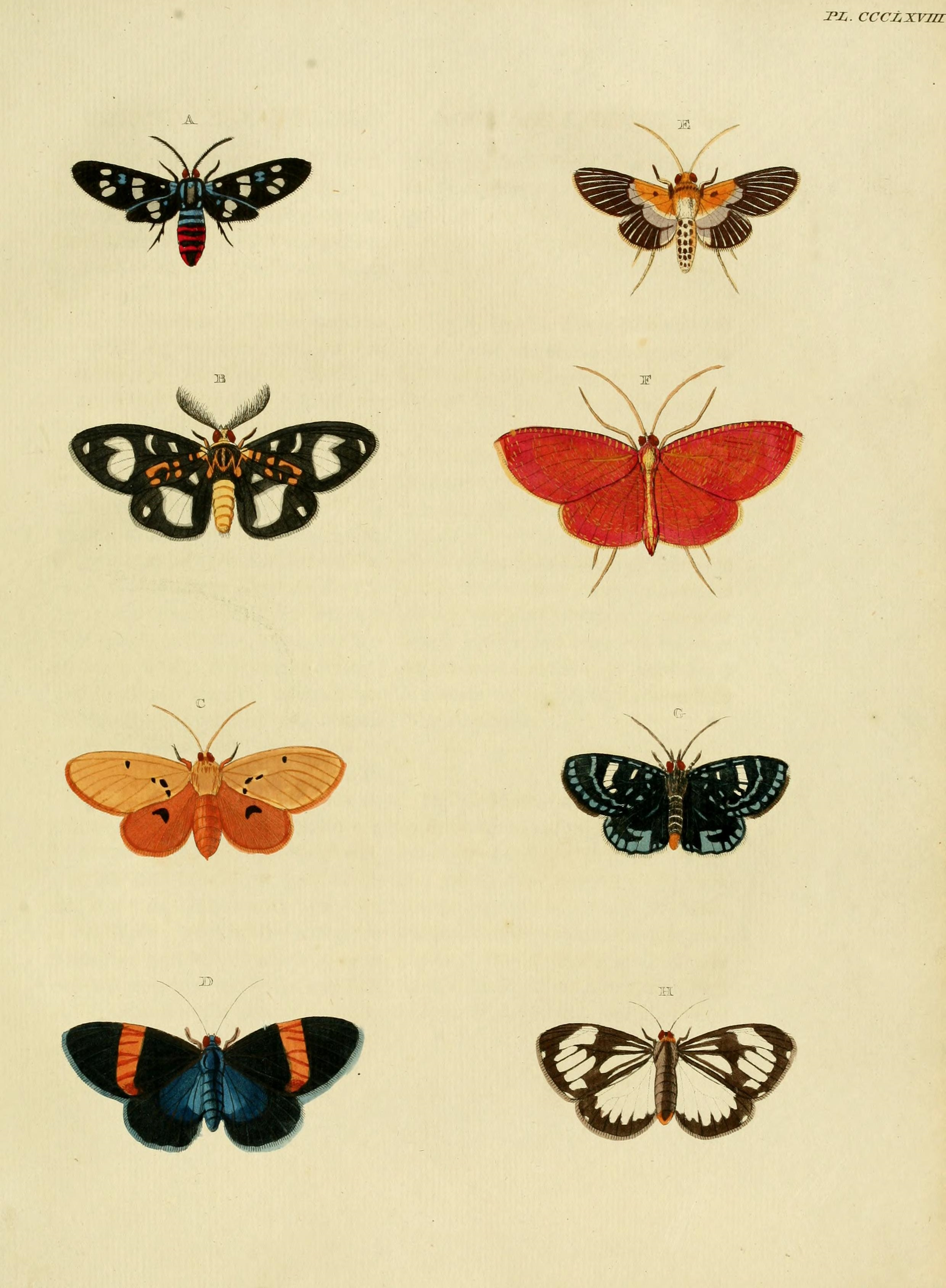
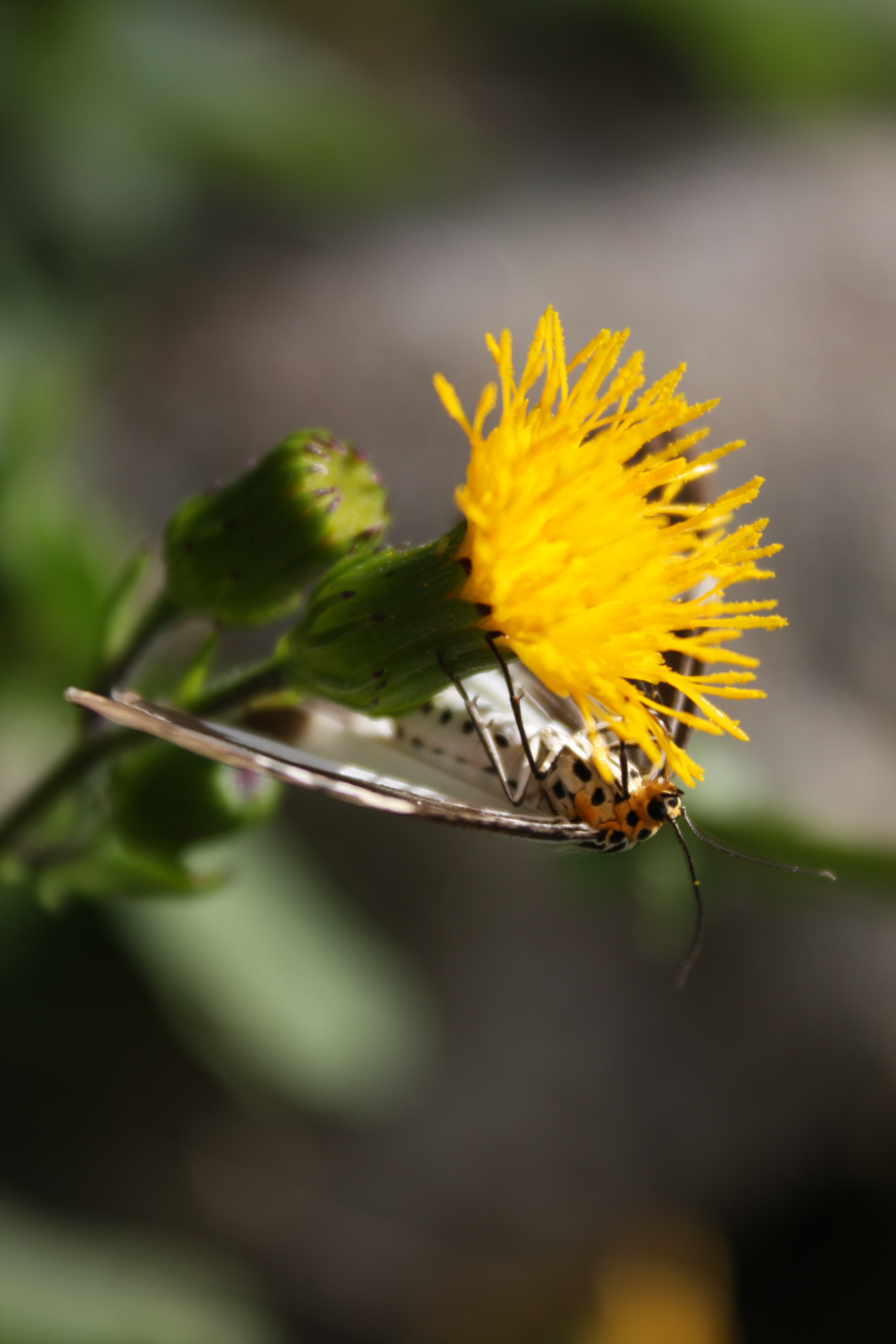
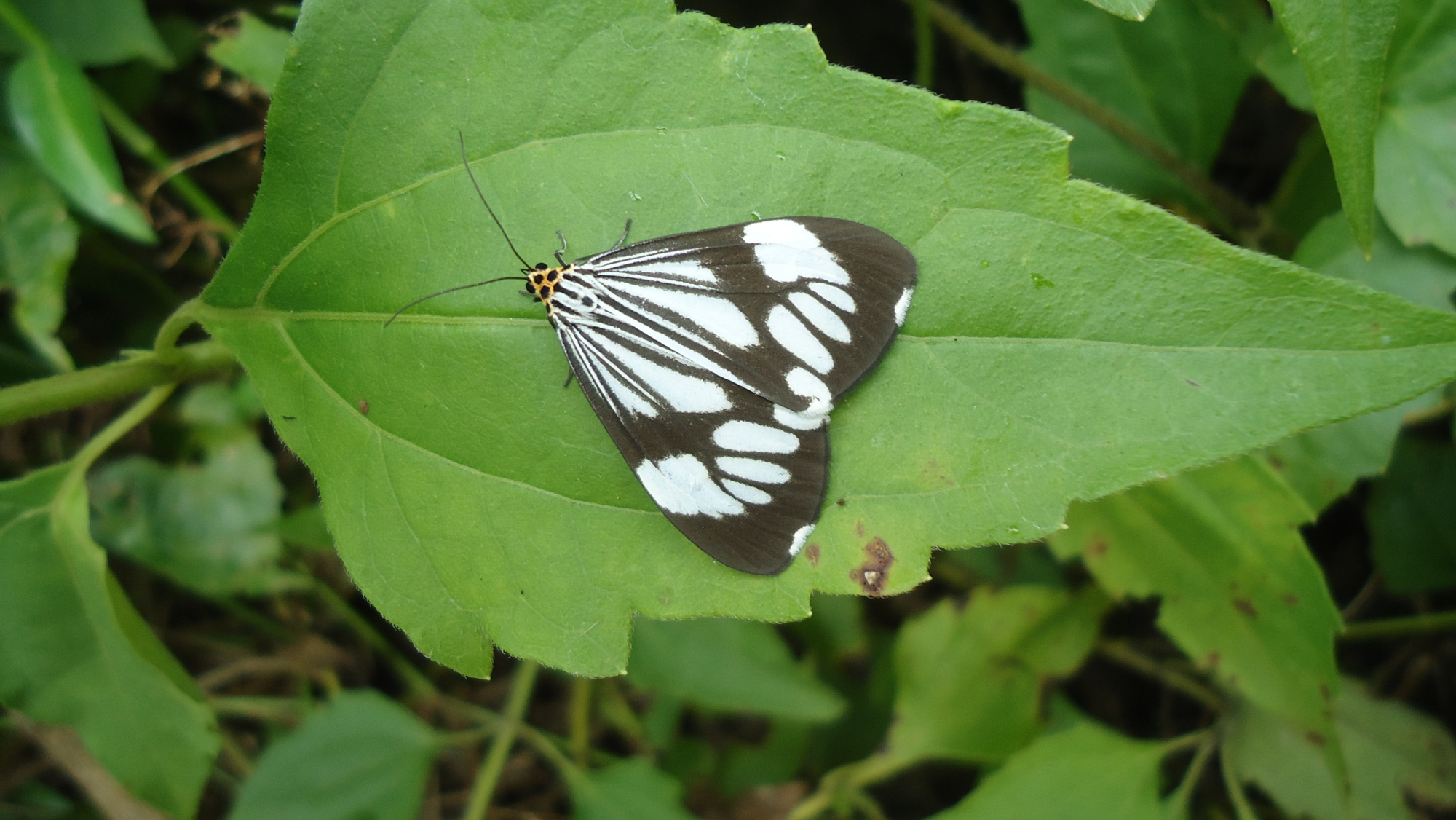